# Железничка станица Пријепоље теретна
Железничка станица Пријепоље теретна је једна од железничких станица на прузи Београд—Бар. Налази се насељу Ратајска у општини Пријепоље. Пруга се наставља у једном смеру ка Лучицама и у другом према Пријепољу. Железничка станица Пријепоље теретна састоји се из 7 колосека.

## Повезивање линија
- Пруга Београд—Бар